# Ježevi
Ježevi (Erinaceidae) su porodica sisavaca. Najpoznatiji predstavnici obitelji koji žive u Europi su tamnoprsi (Erinaceus europaeus) i bjeloprsi ježevi (Erinaceus roumanicus). Porodica obuhvaća ukupno 25 vrsta, podijeljenih u dvije potporodice, prave ježeve i štakorske rovke ili, kako ih još često nazivaju gimnure, koji nemaju bodlje. 
Red Insectivora (kukcojedi, u koji je nekada svrstavan danas je napušten i nije pravoljan (validan) i dodijeljen im je vlastiti red,  Erinaceomorpha na temelju pripadnosti grupi viših sisavaca, Eulipotyphla.

## Osobine
Jež ima zdepasto i zbijeno tijelo pokriveno crno-smeđim bodljama i kratkim dlakama na trbuhu. Glava s izraženim očima završava šiljatom crnom njuškom. Ima male okrugle uške te kratke noge. Naraste do 25 centimetara u duljinu. Ima kratak rep dug oko dva i pol centimetra. Teži i preko jednoga kilograma. Živi najčešće u suhim područjima- u živicama, uz rubove šuma, ali često i uz ljudska naselja. Vrlo je rijedak u šumama. Kreće se u sumrak i noću, ali se u jesen susreće i u tijeku dana. Veoma je oprezan i kada se nađe u opasnosti, smota se u kuglu.

### Građa tijela
Ježevi su male do srednje velike životinje i imaju vrlo sličnu građu tijela. Dužina tijela im se kreće između 10 i 45 centimetara. Najveća je malajska štakorska rovka (Echinosorex gymnura) koja može težiti do 2 kg, dok mala štakorska rovka teži samo od 20 do 80 grama. Dužina repa im je različita, dok štakorske rovke imaju dugi rep, pravi ježevi imaju uglavnom samo malene batrljice.
Udovi ježeva su kratki i nisu specijalizirani. Kao i kod drugih kukcojeda, i kod ježeva palčevi im nisu nasuprotni, a prsti završavaju s po pet prstiju s oštrim kandžama. Jedini izutetak su četiri vrste ježeva iz roda Atelerix koji svi žive u Africi i na stražnjim nogama imaju samo četiri prsta. Štakorske rovke imaju nešto duže stražnje noge od pravih ježeva, kako bi im to omogućilo veću brzinu u bijegu.

### Krzno
Krzno ježeva je najčešće neupadljivo smeđe ili sive boje. Pravi ježevi imaju kao vrlo učinkovitu obranu na leđima i bokovima bodlje (tamnoprsi jež ih ima oko 6 do 8 tisuća). Bodlje su preoblikovana dlaka, i iznutra su šuplje. Svaka bodlja ima poseban mišić (Musculus arrestor pili) koji upravlja njenim položajem. Kad su ugroženi, sklupčaju se u kuglu. To zahtijeva kompleksnu "suradnju" brojnih mišića, između ostalih Musculus caudo-dorsalis koji se proteže od korijena repa pa duž leđa i uspravlja bodlje, i Musculus sphincter cuculi koji drži životinju sklupčanom i tako skriva nezaštićene dijelove tijela, jer pravi ježevi nemaju bodlje na trbuhu, licu i udovima. Ti dijelovi tijela pokriveni su samo krznom bez bodlji.
Za razliku od ove potporodice, druga potporodica, štakorske rovke, nemaju bodlje, a zbog uglavnom dugog i golog repa izgledom podsjećaju na rovke (Soricidae). Krzno im je sivosmeđe do crne boje, a ovisno o vrsti može biti svilenkasno ili grubo.

### Glava i zubi
Lubanja ježeva je izdužena i plosnata. Vrat im je kratak, a na izduženoj, pokretljivoj njušci imaju osjetilne dlake. U usporedbi s drugim kukcojedima imaju relativno velike oči i uške. U potrazi za hranom najvažnija osjetila su im njuh i sluh, dok vid ima u tome manje važnu ulogu. Moždani dio lubanje je relativno mali, pa je i mozak jednostavno građen, a u odnosu na tjelesnu masu malen, ali je dio zadužen za vrednovanje mirisa dobro razvijen. 
Zubi su im šiljasti i oštri, dobro prilagođeni njihovom načinu prehrane. Sve vrste imaju relativno puno zubi, kod nekih vrsta se zadržalo 44 zuba, što je bio prvobitni broj zuba viših sisavaca. Prednji sjekutić je često veći od sljedećih, gornji kutnjaci imaju četiri kvržice, dok su stražnji često reducirani.

### Probavni sustav i sustav za razmnožavanje
Probavni sustav im je vrlo jednostavno građen. Nemaju slijepo crijevo, a crijevo im je jednostavna i vrlo kratka cijev, u usporedbi s dužinom tijela. Testisi mužjaka su im izvan trbušne šupljine u kožnom naboru koji podsjeća na mošnje, a maternica ima dva "roga".

## Rasprostranjenost i okoliš
Rasprostranjenost ježeva ograničena je na stari svijet, žive u Europi, Africi i dijelovima Azije. Nema ih u Americi niti u Australiji. Dok pravi ježevi nastanjuju područja od britanskih otoka i Pirenejskog poluotoka sve do južne Afrike odnosno Koreje i Indije, štakorske rovke žive samo u Jugoistočnoj Aziji.
Ježevi žive u vrlo različitim staništima. Pravi ježevi vole suha područja, može ih se sresti u rijetkim šumama, na travnjacima i livadama, ali i na kultiviranim područjima, kao i na zelenim površinama u gradovima. Neki rod (taksonomija)ovi su čak izraziti stanovnici stepa i pustinja. Za razliku od njih, štakorske rovke daju prednost vlažnim staništima, i najčešći su u kišnim šumama.

## Način života

### Općenito
Ježevi su u prvom redu stanovnici tla. Neke vrste mogu se penjati, i ponekad se zadržavaju na grmovima, ali hranu uglavnom traže na tlu. Neke vrste zbog bržeg napredovanja utabaju prave "staze" u gustom podrastu. Neke vrste vrlo dobro plivaju, a najmanje jedna vrsta, malajska štakorska rovka (Echinosorex gymnura), odlazi u potragu za hranom i u vodu.
Pravi ježevi uglavnom kopaju vlastite brloge koje koriste za odmaranje. Brlozi u pravilu imaju dva ulaza, skrivena u gustoj vegetaciji, a obloženi su često suhim biljkama. Za razliku od njih, štakorske rovke uglavnom ne kopaju tunele nego se skrivaju između stijena, u korijenju stabala ili jamama u zemlji.

### Socijalno ponašanje i vrijeme aktivnosti
Osim u vrijeme parenja, ježevi su uglavnom samotnjaci i reagiraju agresivno na druge pripadnike svoje vrste. Osim nekoliko vrsta štakorskih rovki za koje je poznato da traže hranu i po danu, svi ostali ježevi su aktivni u sumrak i noću.
U hladnijim područjima ježevi "spavaju" zimski san, dok stanovnici toplih područja u sušnom razdoblju zapadaju u stanje ukočenosti, nazvano torpor.

### Hrana
Hrana ove skupine životinja su u prvom redu beskralješnjaci (kukci i njihove larve kao i kolutićavci), no jedu i male kralježnjake kao i strvinu. U manjoj mjeri jedu i biljni materijal kao korijenje i voće.
Pogrešna je tvrdnja, da pravi ježevi rezervu hrane nabadaju na svoje bodlje. Ponekad se dogodi da se na njihovim leđnim bodljama nađe koji list ili voćka, ali životinje se time ne hrane. Ovaj nepotrebni teret nađe se nenamjerno na tim mjestima, a ne trude se pretjerano riješiti se toga.

## Sistematika

### Vanjska sistematika
Mjesto ježeva u sistematici spada u najspornija pitanja u sistematici sisavaca. Dugo vremena ih se svrstavalo u red kukcojeda (Insectivora), u koji se uz ježeve ubrajaju i krtice (Talpidae), rovke (Soricidae) i brazdozubi tenreci (Solenodontidae), kao i jedna izumrla porodica, karipske rovke (Nesophontidae). Ovaj red je uvijek bio definiran s relativno malo zajedničkih osobitosti, i pojedine grupe su se neprekidno uključivale ili isključivale iz njega.
Od početka 21. stoljeća napravljeno je nekoliko molekularnogenetičkih istraživanja mitohondrijskih gena prema kojima ježevi nisu blisko srodni s ostalim kukcožderima, nego da ježevi tvore vlastiti red (Erinaceomorpha). Ova istraživanja stavila su ježeve u samu osnovu viših sisavaca, i u njima vidjela sestrinsku grupu svim ostalim višim sisavcima.
Međutim, postoji i kritika ovih istraživanja. Upravo mitohondrijske sekvence DNK kod ovih životinja su prošle vrlo brzu evoluciju s visokom stopom mutacije tako da se zbog toga genetički više razlikuju od najbližih srodnika nego što se ovi razlikuju od dalje udaljenih vrsta. Analize koje su slijedile, između ostalih nuklearnih gena, ali i mitohondrijskih gena ponovo su potvrdile pripadnost ježeva skupini kukcoždera.
Prema ovim istraživanjima, najbliži srodnici ježeva su rovke, tako da iz tih analiza proizlazi sljedeći kladogram:
```
Kukcojedi (Eulipotyphla)
  ├─── 
brazdozubi tenreci
 i 
karipske rovke
 † 
  └─── N.N.
        ├─── 
krtice
 (Talpidae)
        └─── N.N.
              ├─── 
ježevi
 (Erinaceidae)
              └─── 
rovke
 (Soricidae)
```

## Unutrašnja sistematika
Ježevi se dijele u dvije potporodice s ukupno 10 rodova:
- Štakorske rovke (Galericinae)
  - Echinosorex jedna vrsta
  - Hylomys, tri vrste
  - Neotetracus jedna vrsta
  - Neohylomys jedna vrsta
  - Podogymnura, 2 vrste
- Pravi ježevi
  - Erinaceus, četiri vrste
  - Atelerix, četiri vrste
  - Mesechinus, dvije vrste
  - Hemiechinus, dvije vrste
  - Paraechinus, četiri vrste

Srodnički odnosi unutar porodice ježeva mogu se iskazati na sljedeći način:
```
Ježevi (Erinaceidae)
 ├──Štakorske rovke (Galericinae)
 │     ├──N.N.
 │     │   ├──Hylomys
 │     │   ├──Neohylomys
 │     │   └──Neotetracus
 │     │
 │     └──N.N.
 │         ├──Echinosorex
 │         └──Podogymnura
 │
 └──Pravi ježevi (Erinaceinae)
        ├──N.N.
        │   ├──Erinaceus
        │   └──Atelerix
        │
        ├──Mesechinus
        └──N.N.
            ├──Paraechinus
            └──Hemiechinus
```

## Vanjske poveznice
| Ježevi awap.hr   Arhivirana inačica izvorne stranice od 19. prosinca 2014. (Wayback Machine)

### Ostali projekti
|  | Zajednički poslužitelj ima još gradiva o temi Ježevi |
|  | Wikivrste imaju podatke o taksonu Erinaceidae        |